# Barrage San Gabriel
Le barrage Federalismo Mexicano (nom officiel), plus connu sous le nom de barrage San Gabriel, est un barrage situé dans la municipalité d'Ocampo dans nord de l'état de Durango au nord-ouest du Mexique sur la rivière Rio Florido,.